# 수페르 노바
수페르 노바(스페인어: Súper Nova, 1986년 6월 29일 ~ )는 멕시코의 프로 레슬러다.